# L'Effondrement (série télévisée)
Pour les articles homonymes, voir Effondrement (homonymie).
L'Effondrement est une série télévisée française inspirée par les thèses de la collapsologie,, créée, écrite et réalisée par le collectif Les Parasites : Guillaume Desjardins, Jérémy Bernard et Bastien Ughetto.
Elle est diffusée du 11 novembre 2019 au 2 décembre 2019 sur Canal+, et du 12 novembre 2019 au 31 mai 2020 sur la chaîne YouTube des Parasites.

## Synopsis
Cette série suit les trajectoires d’individus, de groupes et de familles, à différents moments et en différents lieux, alors qu'ils cherchent par différents moyens à survivre dans un monde et un contexte qu’ils ne maîtrisent plus, en situation d'effondrement.
Tout au long des épisodes, le public reste dans l'ignorance des causes précises du début de l'effondrement sociétal mis en scène. Mais des points d'étapes sont montrés, ainsi que des processus de réponses et réactions de la part des personnages et de leurs communautés. Ces comportements sont toujours marqués par des événements déclencheurs, apparemment anodins (coupure d'électricité, manque d'un produit au supermarché, pénurie de carburants, exil des plus fortunés, etc.) qui débouchent sur des événements plus graves (vol, usage d'arme à feu par exemple) susceptibles de faire dégénérer une situation déjà très tendue.
Selon l'un des membres du collectif Les Parasites (réalisateurs) cité par Anne-Sophie Novel (Le Monde), « nous assumons parfaitement d’avoir choisi la peur et misé sur un tel scénario pour faire réagir les gens, c’est assumé ».
Certains aspects des épisodes montrent la compétition pour la survie, en traitant d'un aspect survivaliste, alors que d'autres présentent des modes d'organisation de l'entraide.

## Distribution

### Acteurs principaux
- Bellamine Abdelmalek : Omar
- Roxane Bret : Julia
- Philippe Rebbot : Christophe
- Christelle Cornil : Marianne
- Thibault de Montalembert : Laurent Desmarest
- Audrey Fleurot : Karine
- Samuel Giuranna : John
- Stéphane Malassagne : Stéphane
- Samir Guesmi : Amine
- Bastien Ughetto : Marco
- Lubna Azabal : Sofia Desmarest
- Yannick Choirat : Jacques Monblat

## Production
La série est dotée d'un budget de deux millions d'euros. Les Parasites filment un épisode pilote se déroulant dans une station-service, et réussissent à convaincre acteurs et producteurs, avant de se lancer dans la production des huit épisodes.
Chaque épisode, d'une vingtaine de minutes, a été réalisé avec un montage minimal, en un seul ou plusieurs plans-séquences. L'histoire est ainsi racontée sans interruption, en suivant les différents protagonistes filmés de près, caméra à l'épaule. L'objectif recherché est d'« accroître la tension du propos et le sentiment d'urgence qui s'en dégage ». La contrainte du plan séquence oblige à concevoir l'épisode pour qu'il soit possible de le filmer d'une seule traite, et de nombreuses répétitions ont été nécessaires avant de pouvoir filmer la version définitive. D'après les réalisateurs, le rythme de tournage est intense.
Plusieurs communications ont été faites sur le côté écoresponsable du tournage, pour le transport, l'alimentation de l'équipe (repas végétariens) et la partie technique (récupération de décors), en lien avec le message de la série. Pour l'occasion, un poste de chargée d'écoproduction a été créé, assuré par Pauline Gil,.
Plusieurs acteurs connus participent à la série, notamment Thibault de Montalembert, Audrey Fleurot, Philippe Rebbot ou Bertrand Usclat.

## Épisodes
La série comporte huit épisodes. Le titre de chaque épisode fait référence à un lieu spécifique ainsi qu'au temps écoulé depuis le jour J correspondant au premier jour de l'effondrement. Chaque épisode représente une avancée chronologique par rapport au précédent, allant jusqu'au jour 170 pour l’épisode 7. Seul l’épisode final (épisode 8) fait un retour de 5 jours en arrière par rapport au jour J, mettant en scène des militants tentant d'avertir des risques susceptibles de provoquer les conséquences observées dans les épisodes précédents, en s'introduisant sur le plateau d'une émission à forte audience.
| Épisode   | Titre                 | Jours écoulés | Date de diffusion | Date de diffusion |
| Épisode   | Titre                 | Jours écoulés | Canal+            | YouTube           |
| --------- | --------------------- | ------------- | ----------------- | ----------------- |
| Épisode 1 | Le Supermarché        | J + 2         | 11 novembre 2019  | 12 novembre 2019  |
| Épisode 2 | La Station-service    | J + 5         | 11 novembre 2019  | 15 décembre 2019  |
| Épisode 3 | L'Aérodrome           | J + 6         | 18 novembre 2019  | 12 janvier 2020   |
| Épisode 4 | Le Hameau             | J + 25        | 18 novembre 2019  | 9 février 2020    |
| Épisode 5 | La Centrale           | J + 45        | 25 novembre 2019  | 8 mars 2020       |
| Épisode 6 | La Maison de retraite | J + 50        | 25 novembre 2019  | 5 avril 2020      |
| Épisode 7 | L'Île                 | J + 170       | 2 décembre 2019   | 3 mai 2020        |
| Épisode 8 | L'Émission            | J – 5         | 2 décembre 2019   | 31 mai 2020       |

### Synopsis des épisodes

#### E1: J + 2 -Le Supermarché
Alors que les pénuries de produits, notamment de denrées alimentaires et biens de première nécessité, se font ressentir de plus en plus fortement, plusieurs jeunes gens prévoient de quitter la ville en emportant un maximum de nourriture avec eux. Le gérant du magasin profite de la pénurie pour augmenter les prix. Omar, un des membres du groupe et qui travaille au supermarché, se retrouve en difficulté quand son supérieur le surprend à vouloir voler dans le magasin et appelle la sécurité. Après une altercation, il reste retenu par les agents de sécurité tandis que sa copine Julia et ses amis doivent fuir.

#### E2: J + 5 -La Station-service
Le pays connaît une pénurie d'essence généralisée. Christophe et Marianne, gérants d'une station-service, rationnent le carburant et n'acceptent plus que des dons en nourriture, l'argent ne valant plus rien. Ils refusent donc de servir Stéphane, un père de famille tentant de fuir avec ses deux petites filles mais n'ayant aucune nourriture en échange. La situation, déjà tendue, devient explosive quand un policier exige de faire le plein, sous la menace de son arme. Bientôt, les cuves sont vides ; le policier est attaqué et riposte d'un coup de feu, tuant Thierry, le frère de Marianne. Une violente émeute éclate alors et la foule se livre au pillage de la station. Alors que Christophe, Marianne et leurs enfants tentent de fuir, leur véhicule est braqué au dernier moment par Stéphane qui part avec ses filles.

#### E3: J + 6 -L'Aérodrome
Laurent Desmarest, riche chef d'entreprise, se réveille avec sa maîtresse Lucie dans sa villa. Il reçoit un appel d'une compagnie d'assurances l'informant qu'il doit être dans quinze minute à un aérodrome pour être évacué vers une île destinée aux ultra-riches. Il quitte les lieux en précipitation avec un tableau de Van Gogh, découvrant la famille de sa femme de ménage qui est venue chercher de la nourriture dans ses placards : il n'y a plus rien à manger et l'électricité ne fonctionne plus. Il repousse une dernière fois Lucie qui veut partir avec lui tandis que son chauffeur Pascal l'emmène en voiture. Les informations à la radio annoncent un état d'urgence, la loi martiale et de nombreuses désertions dans les services publics. Des réfugiés se trouvent sur la route de l'aérodrome et lui demandent de l'aide, il ordonne à Pascal de forcer le passage quitte à en renverser quelques-uns. Critique envers son choix de fuir le pays vers une île dorée, son chauffeur l'abandonne au dernier moment et Laurent rate son avion. Pour prendre le prochain vol une heure plus tard dans un autre aérodrome à 100 km de là, Laurent Desmarest vole alors un petit avion de tourisme et décolle pour faire la correspondance, sans que l'on sache s'il arrive à destination dans les temps.

#### E4: J + 25 -Le Hameau
Forcés à la migration par l'effondrement, des déplacés cherchent à se rendre dans un hameau regroupant des gens organisés en petite collectivité autonome. Une fois arrivés, les habitants du hameau hésitent à les accepter au vu de leur nombre et des ressources déjà limitées à leur disposition. On demande aux nouveaux arrivants de lister leurs compétences pouvant être utiles et on fait l'inventaire des provisions qu'ils apportent. N'ayant pas de garantie d'être autorisés à rester, certains arrivants se montrent méfiants et hésitent à donner le peu de denrées en leur possession. Les habitants du collectif s'interrogent sur la capacité du lieu à nourrir les nouveaux arrivants et à les intégrer. Trois arrivants dont Stéphane espionnent la réunion qui décidera de leur sort. Non satisfaits par ce qu'ils entendent, ils décident de voler de la nourriture et des médicaments mais sont surpris et tuent deux personnes risquant de les compromettre. Au même moment, la réunion vient de finir : les habitants du hameau acceptent finalement d'accueillir tous les nouveaux dans le groupe.

#### E5: J + 45 -La Centrale
D'anciens employés d'une centrale nucléaire ainsi que des volontaires se relaient avec des seaux d'eau pour refroidir des combustibles nucléaires en attendant de pouvoir réparer le barrage hydroélectrique alimentant la pompe à eau qui refroidit la centrale. Leur débit manuel étant insuffisant, l'équipe de nuit décide de réveiller celle de jour afin de tenir le temps que l'équipe de réparation du barrage finisse. Mal protégés, ils ressentent déjà les effets des radiations. Le barrage se révèle définitivement irréparable faute de matériel mais des désaccords surgissent concernant la suite : évacuer ou s'obstiner avec un relais manuel. La centrale explose. L'évacuation est ordonnée mais les blessés et morts s'accumulent déjà.

#### E6: J'+ 50 -La Maison de retraite
Un jeune infirmier continue de prendre en charge seul les résidents d'une maison de retraite alors que tous les autres employés les ont abandonnés et malgré le manque d'électricité, de médicaments et de nourriture. Un groupe de nomades, dont fait partie Christophe, le gérant de la station service, volent le reste de ses maigres réserves. Il se décide à tuer les personnes âgées encore en vie pour abréger leurs souffrances, puis rejoint le groupe de nomades afin de survivre avec eux.

#### E7: J + 170 -L'Île
Six mois après avoir nié en direct à la télévision l'imminence d'un effondrement de la société, l'ancienne ministre de l'écologie française cherche à rejoindre par ses propres moyens l'île résiliente prévue justement pour ce cas de figure sur laquelle elle a une place réservée auprès de son mari, après avoir raté la prise en charge organisée par l'entreprise gérant cette île pour ultra-riches. Elle manque de se faire voler son voilier alors qu'elle cherche de la nourriture sur une plage. Repartie, elle arrive en vue de l'île, mais découvre que toutes les personnes détectées à proximité sont exécutées par des drones afin de protéger ses installations et ses nouveaux habitants. Confondue avec une « intruse » illégitime, elle est à son tour prise pour cible. Brandissant une carte l'identifiant comme cliente de l'entreprise, elle est épargnée et autorisée à accéder à l'île.

#### E8: J – 5 -L'Émission
Un groupe de militants comprenant un collapsologue s'introduit sur le plateau d'une émission populaire afin d'interpeller l'opinion publique sur l'imminence d'un profond bouleversement de la société et la nécessité de l'anticiper au mieux. Tournés en dérision par le ministre de l'Écologie présent à cette émission, ils sont arrêtés par la police. L'effondrement a lieu 5 jours plus tard.

### Liens entre les épisodes
Certains personnages apparaissent dans plusieurs épisodes ou sont évoqués dans un épisode pour apparaître dans un autre.
- Julia : dans l'épisode 1, elle tente de convaincre son copain Omar de quitter la ville avec elle. On la retrouve dans l'épisode 4 (23 jours plus tard), parmi les habitants du hameau.
- Denis : dans l'épisode 1, Julia parle à Omar d'aller « chez Denis ». Il s'agit vraisemblablement du propriétaire du hameau de l'épisode 4, chez qui Julia se trouve et qui est appelé Denis par ses amis.
- L'ami de Julia : dans l'épisode 1, il fait partie du groupe de Julia qui vole des courses au supermarché et part en camionnette. On le retrouve dans l'épisode 5 (43 jours plus tard) au campement des travailleurs de la centrale (il apparaît brièvement dans les derniers instants de l'épisode, il a le bras en écharpe, et demande à Amine ce qu'il s'est passé). Ce personnage n'est pas nommé dans la série.
- Stéphane et ses filles : au début l'épisode 2, Stéphane tente, en vain, d'acheter de l'essence et vole le camion des pompistes en fin d'épisode, pour partir avec ses deux filles. On les retrouve dans l'épisode 4 (20 jours plus tard), parmi les réfugiés voulant rejoindre le hameau.
- John : au début de l'épisode 2, il tente également d'acheter de l'essence à la station-service. Dans l'épisode 4, il fait aussi partie des réfugiés voulant rejoindre le hameau.
- Christophe, Marianne et leurs fils : dans l'épisode 2, Christophe et Marianne s'occupent de la station-service avec leurs fils, Julien et Lucas. Dans l'épisode 6 (45 jours plus tard), Christophe, Marianne et Julien font partie du groupe qui vole les provisions de la maison de retraite.
- Sofia Desmarest :
  - dans l'épisode 8 (5 jours avant l'effondrement), elle est présente en tant que ministre de l'Écologie sur le plateau de l'émission On en aura parlé, où elle qualifie de surréaliste l'idée d'un effondrement ou l'existence d'îles aménagées pour les ultra-riches en cas de crise mondiale.
  - Au début de l'épisode 1 (7 jours plus tard), elle apparaît dans des extraits de l'émission, diffusés sur un écran du supermarché, dans un zapping sur le thème de l'effondrement qui vient de commencer.
  - Dans l'épisode 3, son mari Laurent tente de la joindre pour la faire évacuer sur l'île où ils ont deux places réservées, mais elle se trouve à Rome sans sa mallette jaune et son téléphone satellite dédiés à l'évacuation.
  - Dans l'épisode 7, elle se trouve sur un bateau, tentant de rejoindre par ses propres moyens l'île sécurisée sur laquelle elle n'a pas pu être évacuée avec son mari.
- Le policier : à la fin de l'épisode 8, un policier arrête le scientifique Jacques Monblat à la sortie du plateau de télévision. Dans l'épisode 2 (10 jours plus tard), ce même policier tente de prendre de l'essence à la station-service. Ce personnage n'est pas nommé dans la série.

## Accueil
Les critiques ont été plutôt positives : Thomas Desroches sur le site Allociné parle ainsi d'« une excellente proposition télévisuelle, portée par une mise en scène maîtrisée et une conscience politique » et plusieurs critiques soulignent l'originalité de cette série parmi les fictions françaises,,.
En mars 2020, durant la pandémie de Covid-19, Le Point juge que la série est « le cri d'alerte d'une génération » et souligne que le message de la série « [résonne] aujourd'hui comme une prémonition ». Plusieurs médias soulignent le réalisme de la série et la mettent en parallèle avec les comportements observés lors de la pandémie et des différents confinements : « supermarchés dévalisés, exode rural, sécession des plus aisés… Le scénario imaginé par le collectif Les Parasites (...) n’était pas si loin de ce qui s’est malheureusement produit avec la crise mondiale liée au coronavirus ».
Pour Virginie Martin, interviewée sur le média Blast, la série est « voulue très politique » et parle des questions écologiques mais aussi de lutte des classes et de possibilités de solidarité.

## Distinction

### Nomination
- International Emmy Awards 2020 : Meilleure mini-série[20]

## Publications
- Jérémy Bernard et Guillaume Desjardins, « Temps réel et basculement virtuel : le récit de l'effondrement comme catalyseur de l'action », échange avec Marine de Guglielmo Weber, Julia Tasse et Marc Verzeroli, La Revue internationale et stratégique, n° 131, IRIS Éditions – Armand Colin, automne 2023, p. 159-167.

### Note
1. ↑  L'épisode a ensuite été tourné une nouvelle fois et est devenu l'épisode 2 (Le Parisien 2 décembre 2019)